# Trivellona catei
Trivellona catei is een slakkensoort uit de familie van de Triviidae. De wetenschappelijke naam van de soort is voor het eerst geldig gepubliceerd in 2004 door Fehse & Grego.